# Tikamgarh (distrikt)
Tīkamgarh är ett distrikt i Indien.   Det ligger i delstaten Madhya Pradesh, i den centrala delen av landet, 500 km söder om huvudstaden New Delhi. Antalet invånare är 1 445 166.
Följande samhällen finns i Tīkamgarh:
- Tikamgarh
- Jatāra
- Palera
- Khargāpur
- Orchha
- Baldeogarh
- Kundeshwar